# Le Regard de l'autre
Pour plus de détails, voir Fiche technique et Distribution.
Le Regard de l'autre est un court métrage français réalisé par Bruno Rolland et sorti en 1993.

## Fiche technique
- Titre : Le Regard de l'autre
- Réalisation :	Bruno Rolland
- Scénario : Bruno Rolland
- Photographie : Pierre-Olivier Larrieu
- Décors : Barbara Kreutz
- Son : Georges Prat
- Montage : Claude Mercier
- Musique : chanson de Jean-Roger Caussimon
- Production : Odéon Productions
- Pays d’origine :  France
- Durée : 20 minutes
- Date de sortie : France - mai 1993 (présentation au Festival de Cannes)

## Distribution
- Jacques Dacqmine
- Hélène Roussel

## Sélection
- Festival de Cannes 1993 (sélection de la Quinzaine des réalisateurs)[1]